# Salix koriyanagi
Espèce
Salix koriyanagi est une espèce de plantes à fleurs de la famille des Salicaceae. C'est un saule originaire d'Asie.

## Description
Salix koriyanagi est un arbuste qui peut atteindre 2 à 3 mètres de haut. Il est natif de Corée.
Il est utilisé pour fabriquer des paniers et du mobilier.
Sa culture extensive est pratiquée au Japon.